# 草峰镇
草峰镇，是中华人民共和国甘肃省平凉市崆峒区下辖的一个乡镇级行政单位。

## 行政区划
草峰镇下辖以下地区：
陈洼村、郭刘村、九龙村、丁寨村、岭背后村、盘龙村、草滩村、明星村、十庄村、长沟村、安家村、赵家村、张寨村、潘城村、余寨村、夏寨村、范河村、杨庄村、马洼村、峁洼村和祁段村。